# Montelupi
Montelupi (Wilczogórski) – polski herb szlachecki.

## Opis herbu
Na tarczy dzielonej w krzyż, w polach I i II orzeł, w polu III nad górą gwiazda, w IV trzy pasy, barwy i klejnot nieznane. Tak herb blazonują T. Szymański i J.K. Ostrowski.
Zachowały się też przekazy o innych kształtach herbu. Na nagrobku Sebastiana Montelupiego pole górne z orłem jest tylko jedno. 
Tadeusz Gajl przytacza też herb następujący (za Emilianem Szeligą-Żernickim):
Na tarczy dzielonej w krzyż, w polach I i IV czerwonych, orzeł srebrny, w polu II, złotym, góra srebrna, w polu III, złotym trzy rzeki w pas, srebrne.

## Najwcześniejsze wzmianki
Nobilitacja Sebastiana i Karola Montelupich 22 czerwca 1567. Herb zachował się także na kielichu w kościele mariackim w Krakowie z końca XVI wieku i na nagrobku Sebastiana Montelupiego (w innej wersji). Nie ma pewności, czy szlachectwo Montelupich nie jest sfałszowane.

## Herbowni
Montelupi, Wilczogórski.